# 米努辛斯克

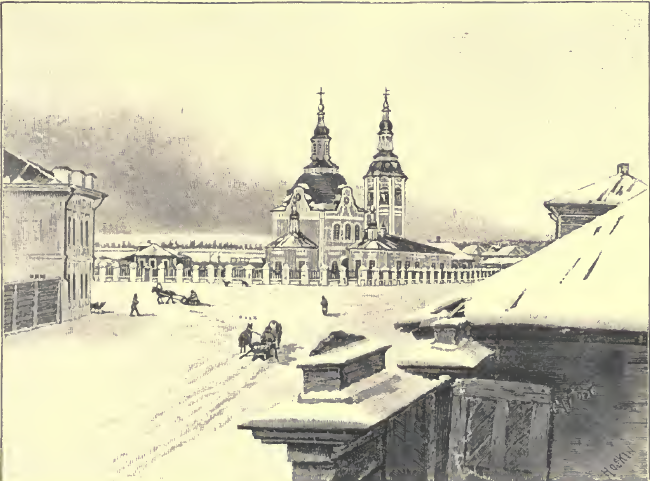
米努辛斯克，1885年

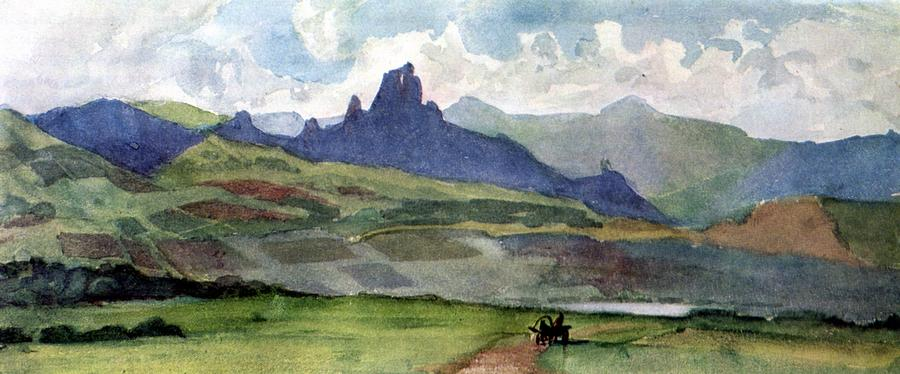
瓦西里·伊万诺维奇·苏里科夫所繪的Minusinsk Steppe

米努辛斯克是俄羅斯克拉斯諾亞爾斯克邊疆區的一個城市，位於葉尼塞河右側水道上，與哈卡斯共和國首府阿巴坎相距25千米。2002年人口72,561人。
1739年開埠，1822年建鎮。

## 歷史
米努辛斯克建於1739-1740年，當時稱為米紐辛斯科耶（Минюсинское）村，位於葉尼塞河及其一汊流米努薩河交匯處。在突厥语族中，米努薩意味著“我的小河”或者“千條河”。1810年改名為“米努辛斯科耶”（Минусинское）。

## 友好城市
- 俄羅斯諾里爾斯克